# Euchrysops suffusus
Euchrysops suffusus är en fjärilsart som beskrevs av Rothschild 1915. Euchrysops suffusus ingår i släktet Euchrysops och familjen juvelvingar. Inga underarter finns listade i Catalogue of Life.